# Passeridae (Sibley)
Pour l’article homonyme, voir Passeridae.
Famille
Familles de rang inférieur
- Prunellidae
- Passeridae sensu stricto
- Ploceidae
- Estrildidae
- Viduidae

Dans la classification de Sibley et Monroe, la famille des Passeridés (ou Passeridae) comprend 52 genres et environ 300 espèces. Elle englobe 5 familles « traditionnelles » :
- les Prunellidae avec 12 espèces d'accenteurs ;
- les Passeridae sensu stricto avec 32 espèces de moineaux et de niverolles ;
- les Ploceidae avec 110 espèces de tisserins, foudis et ignicolores ;
- les Estrildidae avec 134 espèces d'astrilds, de bengalis, de cou-coupé, de diamants, de mandarins, etc. ;
- les Viduidae avec 16 espèces de veuves et combassous.

## Liste alphabétique des genres
- Amadina Swainson, 1827
- Amandava Blyth, 1836
- Amblyospiza Sundevall, 1850
- Anaplectes Reichenbach, 1863
- Anomalospiza Shelley, 1901
- Brachycope Reichenow, 1900
- Bubalornis A. Smith, 1836
- Carpospiza J.W. von Muller, 1854
- Chloebia Reichenbach, 1862
- Clytospiza Shelley, 1896
- Cryptospiza Salvadori, 1884
- Dinemellia Reichenbach, 1863
- Emblema Gould, 1842
- Erythrura Swainson, 1837
- Estrilda Swainson, 1827
- Euplectes Swainson, 1829
- Euschistospiza Wolters, 1943
- Foudia Reichenbach, 1850
- Heteromunia Mathews, 1913
- Histurgops Reichenow, 1887
- Hypargos Reichenbach, 1862
- Lagonosticta Cabanis, 1851
- Lemuresthes Wolters, 1949
- Lonchura Sykes, 1832
- Malimbus Vieillot, 1805
- Mandingoa Hartert, 1919
- Montifringilla C.L. Brehm, 1828
- Neochmia G.R. Gray, 1849
- Nesocharis Alexander, 1903
- Nigrita Strickland, 1843
- Odontospiza Oberholser, 1905
- Oreostruthus De Vis, 1898
- Ortygospiza Sundevall, 1850
- Pachyphantes Shelley, 1896
- Parmoptila Cassin, 1859
- Passer Brisson, 1760
- Petronia Kaup, 1829
- Philetairus A. Smith, 1837
- Plocepasser A. Smith, 1836
- Ploceus Cuvier, 1816
- Poephila Gould, 1842
- Prunella Vieillot, 1816
- Pseudonigrita Reichenow, 1903
- Pyrenestes Swainson, 1837
- Pytilia Swainson, 1837
- Quelea Reichenbach, 1850
- Spermophaga Swainson, 1837
- Sporopipes Cabanis, 1847
- Stagonopleura Reichenbach, 1850
- Taeniopygia Reichenbach, 1862
- Uraeginthus Cabanis, 1851
- Vidua Cuvier, 1816